# خایمه سیلوا
خایمه سیلوا (اسپانیایی: Jaime Silva‎; ۱۰ اکتبر ۱۹۳۵ – ۲۵ آوریل ۲۰۰۳) بازیکن فوتبال اهل کلمبیا بود.
از باشگاه‌هایی که در آن بازی کرده‌است می‌توان به باشگاه فوتبال سانتا فه و باشگاه ورزشی دیپورتیوو کالی اشاره کرد.
وی همچنین در تیم ملی فوتبال کلمبیا بازی کرده‌است.